# Ударный отряд «Адольф Гитлер»
Ударный отряд «Адольф Гитлер» (нем. Stoßtrupp Adolf Hitler) — отряд телохранителей, который был создан в 1923 году для обеспечения личной безопасности Гитлера и выполнения его прямых указаний. Являлись частью штурмовых отрядов в Мюнхене, но подчинялись исключительно Гитлеру. Члены ударного отряда принимали участие в провалившемся путче 1923 года. После суда над Гитлером ударный отряд был расформирован и запрещён, а его участники осуждены.

## Описание
В начале 1920-х годов Свободное государство Бавария управлялось триумвиратом под руководством Густава фон Кара. Баварское правительство хотело отделиться от остальной Германии. Этим решил воспользоваться Гитлер, поскольку на пути к власти над всей Германией отделение от неё каких-либо земель не входило в его планы.
3 августа 1921 года штурмовые отряды были подчинены НСДАП с целью охраны организации и выполнению приказов её лидера. Несмотря на это Гитлер не чувствовал, что штурмовики подчиняются ему. Он не решал когда и как будут принимать участие штурмовые отряды — приказы отдавали Эрнст Рём и Герман Эрхардт. Опасность такого положения, когда офицеры штурмовых отрядов не подчинялись безоговорочно его приказам, вынудила Гитлера окружить себя телохранителями. В начале 1923 года солдаты-ветераны принесли клятву защитить Гитлера и положить свою жизнь в борьбе с внутренними и внешними врагами. Своей группе они дали название «штабсвахе» — «штабная стража» (нем. Stabswache). В таком виде группа просуществовала около двух месяцев и после личного конфликта между Эрхардтом и Гитлером последний был вынужден искать новых телохранителей. Новому охранному отряду он лично дал название — ударный отряд «Адольф Гитлер». Среди первых его членов были: Ульрих Граф, Эмиль Морис, Кристиан Вебер.
В мае 1923 года руководство ударным отрядом «Адольф Гитлер» перешло к Йозефу Берхтольду и Юлиусу Шреку. В этот период к отряду присоединился Карл Филер, который впоследствии станет мэром Мюнхена и Юлиус Шауб. Несмотря на то, что ударный отряд подчинялся напрямую Гитлеру его личный состав был частью полка штурмовых отрядов в Мюнхене. С мая 1923 года численность ударного отряда составляла около двадцати человек и до момента расформирования выросла до ста. Введение в бой ударного отряда было запланировано на 8 ноября 1923 года, когда Гитлер предпринял попытку совершить государственный переворот. Члены отряда должны были обеспечивать безопасность Гитлера во время демонстраций. Пунктом сбора, где они получили автоматы, карабины и ручные гранаты стал бар-ресторан «Torbräu». Часть ударного отряда по приказу Германа Геринга проникла в здание социал-демократической газеты «Мюнхен-Пост» и учинила погром внутри помещений и опустошила комнаты.
На утро 9 ноября 1923 года после неудачного путча члены ударного отряда «Адольф Гитлер» предприняли попытку штурмом освободить заключенных под стражу участников путча. Их затея провалилась. В апреле 1924 года решением суда 38 членов ударного отряда «Адольф Гитлер» были приговорены к довольно мягким наказаниям за государственную измену, некоторые заочно; сам ударный отряд был запрещён. Фактически с этого момента ударный отряд «Адольф Гитлер» перестал существовать.
Несмотря на запрет ударного отряда его члены не прекращали контактов друг с другом о чём свидетельствовали письма, которые были найдены в городском архиве Мюнхена. Внутри движения сторонников Гитлера члены ударного отряда «Адольф Гитлер» считались, как группа заслуженных ветеранов.
В 1925 году бывшие члены ударного отряда «Адольф Гитлер» вошли в охранные отряды СС — «Шутцштаффель» СС (нем. Schutzstaffel). 9 ноября 1938 года около 40 бывших членов ударных войск (по другим данным 38) приняли участие в походе к Старой ратуше в Мюнхене, а затем выступали в качестве зачинщиков антисемитских беспорядков в городе